# 阿尔法协议
《阿尔法协议》是一款由黑曜石娱乐开发、世嘉发行的间谍类角色扮演游戏。游戏主角是超级间谍Michael Thorton，他被美国政府派去调查一东欧客机坠毁事件。主角配备了大量物理装备并拥有特殊技能，对话方面引入了“动态姿态系统”，玩家选择的“姿态”会改变人物关系和游戏进程。